# Opsibidion
Opsibidion is een kevergeslacht uit de familie van de boktorren (Cerambycidae). De wetenschappelijke naam van het geslacht werd voor het eerst geldig gepubliceerd in 1960 door Martins.

## Soorten
Opsibidion omvat de volgende soorten:
- Opsibidion albifasciatum Giesbert, 1998
- Opsibidion albinum (Bates, 1870)
- Opsibidion flavocinctum Martins, 1960